# Milady (film 1974)
 Milady (The Four Musketeers: The Revenge of Milady) è un film del 1974 diretto da Richard Lester, preceduto da I tre moschettieri (1973) e seguito da Il ritorno dei tre moschettieri (1989).

## Trama
Il cardinale Richelieu assedia La Rochelle, ultima roccaforte degli Ugonotti. I quattro moschettieri, Athos, Porthos, Aramis e D'Artagnan partecipano all'assedio. Richelieu incarica Milady De Winter di far uccidere il duca di Buckingham, sperando che la sua morte blocchi l'intervento militare inglese in soccorso degli Ugonotti. Nonostante l'interferenza dei moschettieri, il piano riesce e La Rochelle cade. Milady e Rochefort, anima nera del cardinale, rapiscono Costanza Bonacieux, cameriera della regina Anna d'Austria e amante di D'Artagnan. La sovrana riesce a farla liberare e ricoverare in un convento. Qui è raggiunta da Milady, che la uccide prima dell'arrivo dei moschettieri. I moschettieri fanno giustizia consegnando Milady nelle mani del boia.